# Frankie Vaughan
Frankie Vaughan, geboren als Frank Abelson, (Liverpool, 3 februari 1928 - High Wycombe, 17 mei 1999) was een Britse popzanger en acteur.

## Jeugd
Frank Abelson werd geboren als zoon van Russisch-Joodse emigranten. Zijn vader was behanger en zijn moeder naaister. De jonge Frank zong in het koor van de synagoge. Tijdens de Tweede Wereldoorlog werd de familie geëvacueerd naar Lancaster. Frank werd lid van de Lancaster Lads Club, een vereniging van de National Association of Boys’ Clubs. Hij trainde om bokser te worden. Op 14-jarige leeftijd kreeg hij echter een studiebeurs voor het Lancaster College of Art. Hier zong hij bij het dansorkest. Nadat hij kortstondig had gediend bij het Royal Army Medical Corps, wilde hij kunstleraar worden en ging terug naar het Art College, nu in Leeds, waarheen zijn familie beroepsmatig was verhuisd. Hij werd ontdekt door de BBC-producent Barney Colehan tijdens een revue. Hij ging naar Londen, waar hij in 1949 zijn theatercarrière begon met zang en dans in variétéshows. Zijn eerste professionele rol speelde hij in het Kingston Empire, waar hij werd opgemerkt door Music Hall-ster Hetty King, die zijn adviseuse werd. Hij werd bekend door zijn extravagante kleding: hoge hoed, vlinderdas, jas en wandelstok.

## Carrière

### Als zanger
Nadat hij aan het begin van de jaren 1950 had samengewerkt met het Nat Temple Orchestra, begon hij in 1953 platen op te nemen, die in het Verenigd Koninkrijk redelijk succesvol en populair werden. Van 1954 tot 1968 was hij, uitgezonderd in 1966, ieder jaar met minstens een nummer (van de 31) vertegenwoordigd in de Britse singlehitlijst. Zijn handelsmerk werd echter een nummer, dat niet werd genoteerd in de hitlijst: Give Me the Moonlight, Give Me the Girl van Albert Tilzer en Lew Brown uit 1918, dat hij in 1955 op de markt bracht. Na deze song, die hij meestal als finale van zijn podiumshow ten beste gaf, werd hij ook Mr. Moonlight genoemd.
Een groot gedeelte van zijn succesvolle songs waren coverversies van hits uit de Verenigde Staten, waarvan enkele gelijktijdig ook met hun originele vertolkers in de Britse hitlijst kwamen, waaronder Kewpie Doll van Perry Como, Kisses Sweeter Than Wine van Jimmie Rodgers, Seventeen van Boyd Bennett, The Green Door van Jim Lowe, Milord van Édith Piaf en Come Softly to Me van The Fleetwoods, dat hij samen met The Kaye Sisters vertolkte.
Vaughans eerste nummer 1-hit was ook de eerste en enige hittopper van de artiest Joe Valino uit Liverpool, die door de song Garden of Eden populair werd in de Verenigde Staten. In het Verenigd Koninkrijk rivaliseerden drie andere artiesten met hun coverversies om de gunst van de platenkoper. Naast Valino en Vaughan waren er nog Gary Miller en Dick James. Vaughans versie van de door Denise Norwood geschreven song bereikte in januari 1957 de toppositie van de Britse Top 40. In mei trad hij op in het Liverpool Empire, ging op tournee door de Verenigde Staten en werd benoemd tot Showbusiness Personality of the Year.
Zijn tweede nummer 1-hit vierde Vaughan 4,5 jaar later met de meest verkochte single tijdens de kerstperiode 1961 in het Verenigd Koninkrijk met Tower of Strength, die in de Verenigde Staten een 5e plaats scoorde voor Gene McDaniels. In het Verenigd Koninkrijk werd de song in december 1961 de enige nummer 1-hit van Burt Bacharach, die hij samen had geschreven met Hal David. Tower of Strength was een samenwerking van Bacharach met Bob Hilliard. Voor Vaughan betekende het succes van deze opname een kleine comeback, aangezien zijn carrière licht afgaande was. Zijn laatste hit Milord bereikte een jaar eerder de 34e plaats, zijn laatste top 10-hit was meer dan twee jaar geleden. Doch de ster schitterde slechts kort en na de opkomst van de beatmuziek verminderde zijn populariteit. Desondanks kon hij in 1969 nog een top 10-hit scoren met There Must Be a Way.
Ofschoon hij in het Verenigd Koninkrijk een grote ster was, kon hij in de Amerikaanse hitlijst geen voet aan de grond vatten. Zijn enige hit daar was de song Judy, dat in 1958 een 22e plaats bereikte in de Billboard Hot 100. In het cabaretcircuit op de podia van New York en Las Vegas was hij echter tamelijk succesvol.
Ook tijdens de jaren 1970 was Vaughan in zijn geboorteland present bij concerten en cabaretoptredens.

### Als acteur
Zijn eerste filmoptreden had Vaughan in 1956 in John Baxters westerncomedy Ramsbottom Rides Again (met de komiek Arthur Askew). In hetzelfde jaar volgden de avonturenfilm Escape in the Sun en in 1957 zijn eerste hoofdrol als zanger Dave Wyman in These Dangerous Years, waarin David McCallum zijn filmdebuut maakte. In 1960 ging Vaughan naar de Verenigde Staten, waar hij met Marilyn Monroe, Yves Montand en Tony Randall speelde in de filmkomedie Let's Make Love onder regie van George Cukor. Om bij zijn familie in het Verenigd Koninkrijk te kunnen blijven, besloot hij om een mogelijke carrière in Hollywood niet te forceren.
In 1985 aanvaardde hij verrassend de rol van de acteur James Laurenson in de musical 42nd Street in het Londense Drury-Lane-Theater. Door ziekte moest hij een jaar later de rol weer afgeven.

## Projecten
Tijdens de jaren 1960 maakte hij ook furore door zijn betrokkenheid voor projecten in het sociale brandpunt Easterhouse, een toentertijd saai stadsdeel van Glasgow, dat tijdens de jaren 1950 en begin jaren 1960 als zindelijke woonwijk met identiek uitziende huizen werd gebouwd, zonder planning van winkels en andere gebouwen en met slechte verbindingen in het openbaar vervoer. In deze gemeenschappen ontstonden tijdens de jaren 1960, mede door de hoge werkloosheid, jeugdbenden. Vaughan bekommerde zich met andere prominenten om met nieuwe investeringen weer de orde in het stadsdeel te herstellen en hielp bij het stichten van een jeugdcentrum. Hij zette zich ook in voor andere projecten van het jeugdwerk en schonk een deel van de opbrengst van zijn hit The Green Door aan de National Association of Boys' Clubs.

## Onderscheidingen
In 1965 werd Vaughan door koningin Elizabeth II van het Verenigd Koninkrijk onderscheiden met de OBE en in 1977 met de CBE. Sinds 1993 was hij Deputy Lord Lieutenant van de county Buckinghamshire.

## Privéleven en overlijden
Vaughan was sinds 1951 getrouwd met Stella Shock en hadden drie kinderen. Tijdens de opnamen van Let's Make Love gingen er geruchten rond in de boulevardpers, dat hij een verhouding zou hebben met Marilyn Monroe, echter deze geruchten werden nooit bevestigd en bleven twijfelachtig.
In 1986 doorstond hij een bijna dodelijk eindigende buikvliesontsteking. Frankie Vaughan overleed in 1999 op 71-jarige leeftijd aan een hartstilstand.

## Discografie

### Singles
- 1954: Istanbul Not Constantinople (met de Peter Knight Singers)
- 1955: Happy Days and Lonely Nights
- 1955: Tweedle Dee
- 1955: Seventeen
- 1956: My Boy Flat Top
- 1956: The Green Door
- 1957: The Garden of Eden
- 1957: Man on Fire / Wanderin' Eyes
- 1957: Got-ta Have Something in the Bank, Frank (met The Kaye Sisters)
- 1957: Kisses Sweeter Than Wine
- 1958: Can't Get Along Without You / We Are Not Alone
- 1958: Kewpie Doll
- 1958: Wonderful Things
- 1958: Am I Wasting My Time on You
- 1959: That's My Doll
- 1959: Come Softly to Me (met The Kaye Sisters)
- 1959: The Heart of a Man
- 1959: Walkin' Tall
- 1960: What More Do You Want
- 1960: Kookie Little Paradise
- 1960: Milord
- 1961: Tower of Strength
- 1962: Don't Stop – Twist!
- 1962: Hercules
- 1963: Loop De Loop
- 1963: Hey Mama
- 1964: Hello, Dolly!
- 1965: Someone Must Have Hurt You a Lot
- 1967: There Must Be a Way
- 1967: So Tired
- 1968: Nevertheless

### Albums
- 1959: Frankie Vaughan at the London Palladium
- 1967: Frankie Vaughan Songbook
- 1967: There Must Be a Way
- 1977: 100 Golden Greats

## Filmografie
- 1956: Ramsbottom Rides Again
- 1961: The Right Approach

- Biblioteca Nacional de España: XX1535157
- Bibliothèque nationale de France: cb142359200 (data)
- Gemeinsame Normdatei: 134658132
- International Standard Name Identifier: 0000 0000 5938 381X
- Library of Congress Control Number: n93013138
- MusicBrainz: 5c4218ee-6248-4b7f-9c64-706af22fc274
- Nationale Bibliotheek van Tsjechië: xx0268405
- Virtual International Authority File: 58285023
- WorldCat: E39PBJwhvMkY4JCdc7BbkvwwG3